# Catedral de Coventry
La catedral de Coventry, también conocida con el nombre de catedral de San Miguel, es la sede del obispado de Coventry y de la diócesis de Coventry (diócesis anglicana), y se encuentra en la ciudad de su mismo nombre, en el condado de West Midlands, en Inglaterra (Reino Unido).
La ciudad de Coventry ha tenido a lo largo de su historia tres catedrales. La primera era la de Santa María, un priorato, de la que únicamente subsisten actualmente algunas ruinas. La segunda fue la de San Miguel, una iglesia anglicana, que ha recibido la denominación de catedral. De dicha catedral únicamente subsiste la estructura exterior, ya que resultó afectada por los bombardeos de la Luftwaffe durante el llamado blitz (los bombardeos durante la batalla de Inglaterra) de la Segunda Guerra Mundial. La tercera es la nueva catedral de San Miguel construida tras la destrucción de la anterior.

## El priorato de Santa María
La primera catedral de Coventry fue el priorato de Santa María. La catedral conservó esta categoría entre 1095 y 1102, cuando el obispo Roberto de Limesey transfirió la sede del obispado desde Lichfield a Coventry. En 1539 la sede episcopal fue víctima de la disolución de los monasterios en Inglaterra ordenada por el rey Enrique VIII.
Hasta 1095, no era sino un pequeño monasterio benedictino, que había sido construido en 1043 con fondos aportados por el conde Leofric y por lady Godiva. A raíz de un conjunto de transformaciones llevadas a cabo en el edificio hasta el siglo XIII, emergió a la luz una catedral con una longitud de 130 metros, que incluía importantes edificaciones anexas. El conde Leofric fue probablemente inhumado en la iglesia original sajona de Conventry. Por su parte, algunos escritos permiten afirmar que Godiva fue probablemente enterrada en la abadía de Evesham, junto a su confesor, el prior Aefic.

## La catedral de San Miguel

### Primer edificio

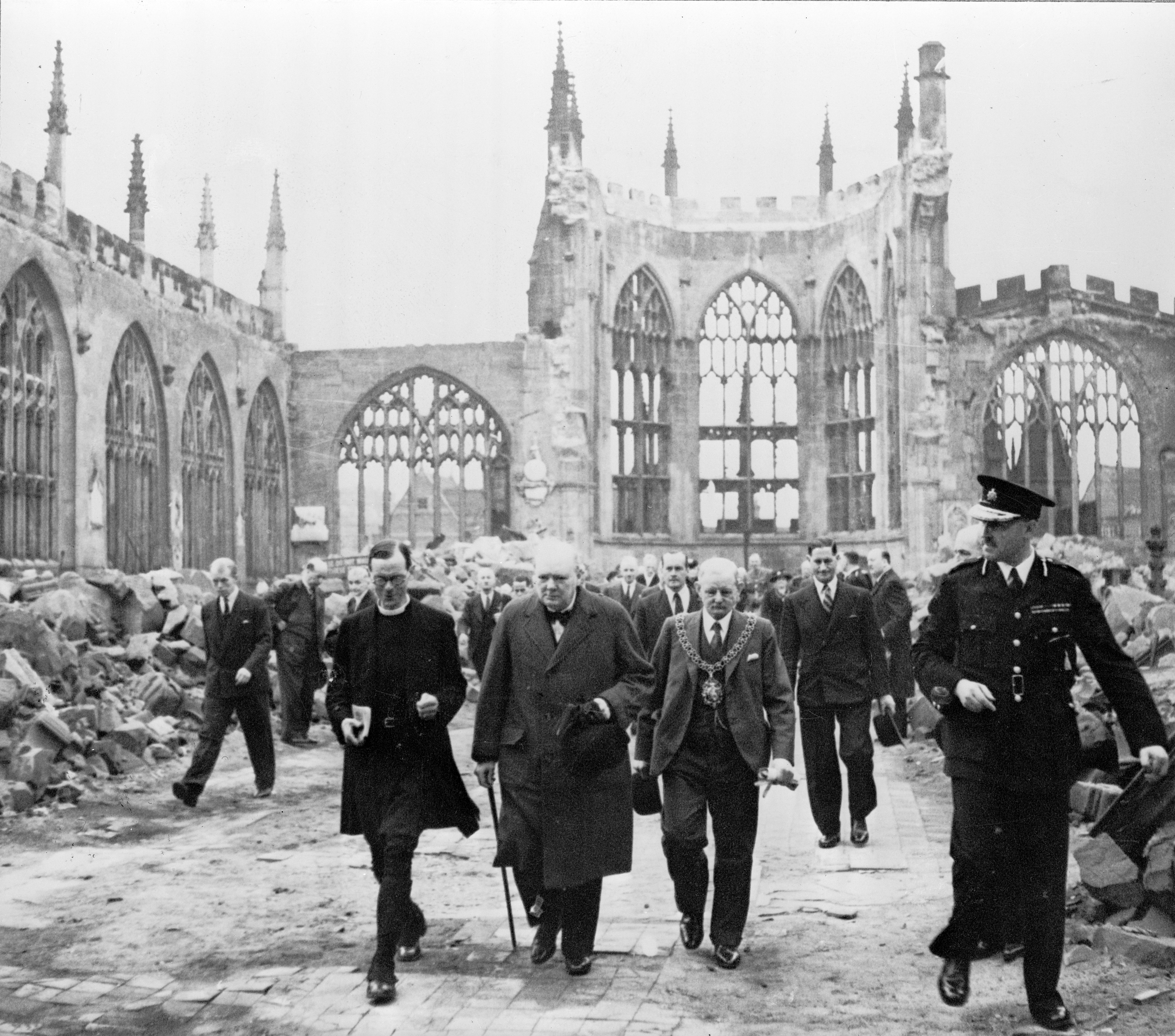
Winston Churchill visita las ruinas de la antigua catedral tras el bombardeo de 1940.

La iglesia de San Miguel fue en su mayor parte construida entre finales del siglo XIV y principios del siglo XV, y era la mayor iglesia parroquial de Inglaterra hasta el año 1918, en que accedió a la categoría de catedral al ser creada la diócesis de Coventry. Este edificio catedralicio está actualmente en ruinas tras haber sido objeto de un bombardeo por parte de la Luftwaffe alemana el 14 de noviembre de 1940, durante la batalla de Inglaterra, en la Segunda Guerra Mundial. Los únicos vestigios que sobrevivieron al bombardeo fueron el muro exterior y la torre. Hay que destacar que las ruinas de la catedral siguen siendo consideradas como terrenos consagrados.
Una cruz elaborada con clavos de la antigua catedral fue ofrecida a la Iglesia Memorial Kaiser-Wilhelm (Kaiser-Wilhelm-Gedächtniskirche), en la ciudad alemana de Berlín, que fue por su parte destruida durante los bombardeos Aliados. Dicha cruz se conserva como vestigio junto a un edificio más moderno. Una copia de la Madonna de Stalingrado, dibujada en 1942 por Kurt Reuber en Stalingrado (hoy llamada Volgogrado) está expuesta en las catedrales de cada una de las tres ciudades mencionadas como símbolo de reconciliación entre los tres países, por encima de la guerra que les enfrentó. La cruz ha sido igualmente llevada por todos los buques de guerra británicos que han llevado el nombre de HMS Coventry.

### El edificio actual

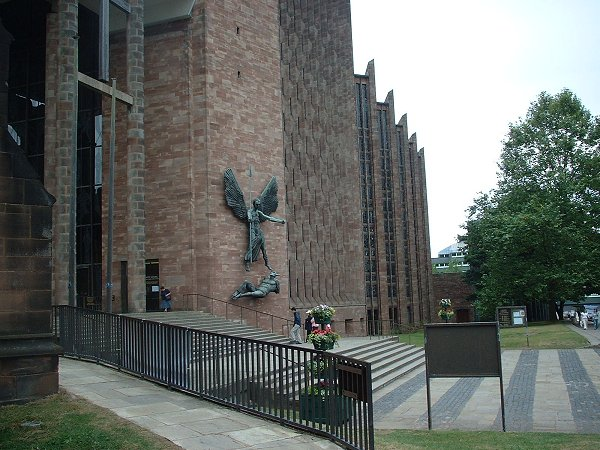
El exterior de la catedral nueva.

La nueva catedral de San Miguel ha sido construida junto a las ruinas de la antigua, a partir de un proyecto arquitectónico de Basil Spence and Arup, y está clasificada como Monumento por parte de las autoridades británicas competentes.
Basil Spence (quien más tarde sería ennoblecido por este trabajo) insistió especialmente en que en lugar de reconstruir la antigua catedral esta debía ser conservada en ruinas como jardín del recuerdo. La nueva catedral debía ser construida codo con codo con la anterior, de forma que se crease un único conjunto. En 1950 se había organizado un concurso abierto de proyectos, y el de Spence fue seleccionado entre los más de doscientos proyectos presentados al concurso.

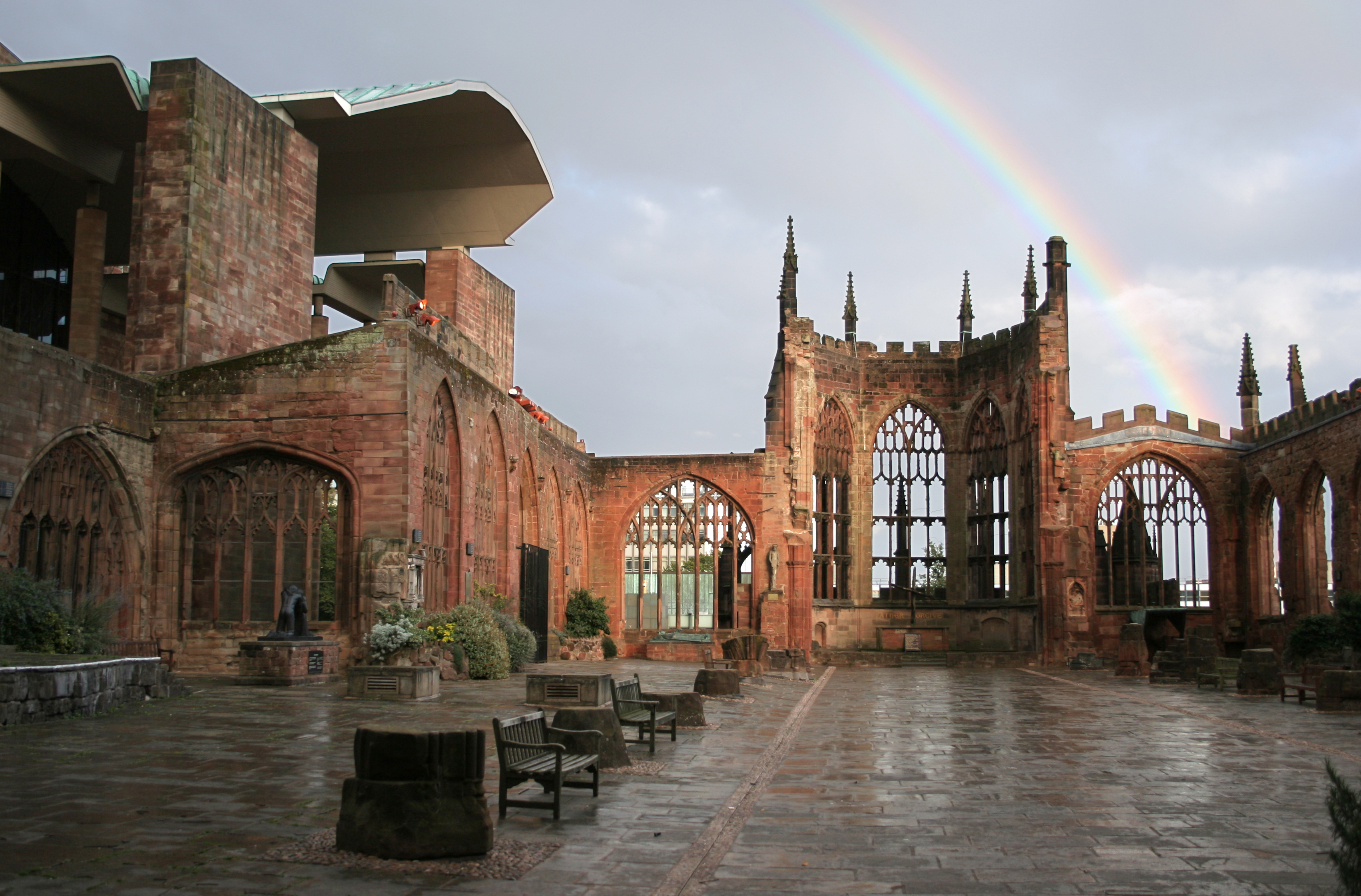
Las ruinas desprovistas de techumbre de la antigua catedral.

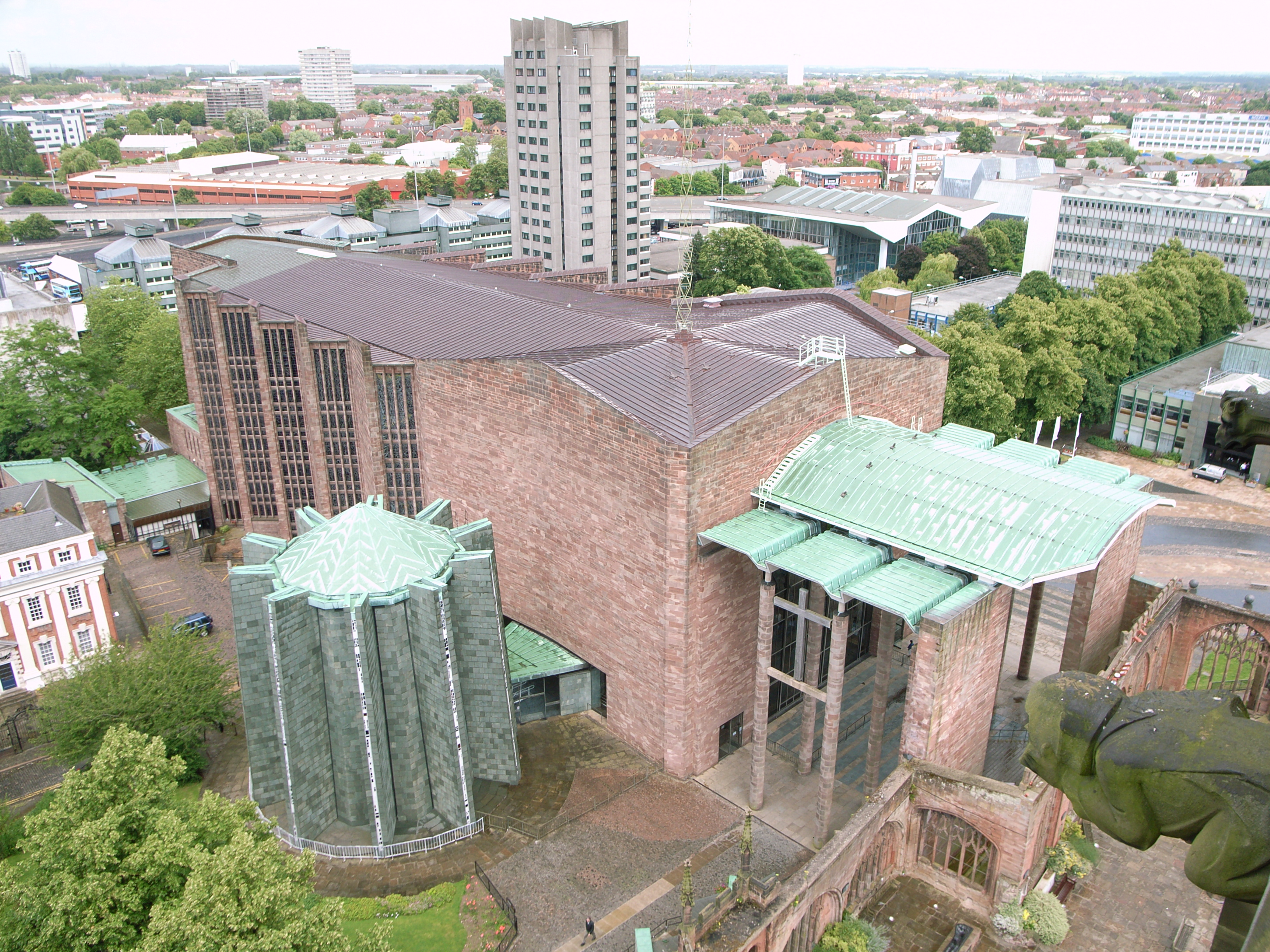
La catedral nueva. En la esquina inferior derecha se ven las ruinas de la antigua catedral.

El 23 de marzo de 1956, la reina de Inglaterra Isabel II colocó la primera piedra de la nueva catedral, que fue consagrada el 25 de mayo de 1962, exactamente el mismo día en que lo fue la nueva iglesia Kaiser-Wilhelm-Gedächtniskirche. El War Requiem de Benjamin Britten, que había sido compuesto para la ocasión, fue interpretado por vez primera el 30 de mayo para dotar de realce a la consagración.
Como su contrapartida alemana en Berlín, su concepción moderna suscitó inmediatamente controversias, pero desde que fue abierta al público devino rápidamente un importante símbolo de reconciliación en la Inglaterra de la posguerra.
Su aguja, nada convencional, tuvo que ser colocada en su lugar por medio de un helicóptero, sobre una plataforma. El interior de la catedral es conocido por su gran tapiz representando a Jesucristo, concebido por Graham Sutherland, y por la vidriera abstracta de su baptisterio, una creación de John Piper. Dicha vidriera está formada por 195 paneles que van desde el blanco hasta los colores más profundos. El resto de ventanales de vidrio ahumado, creación de Keith New, son generalmente considerados como menos logrados.
También es de destacar su gran ventanal occidental, a la que se conoce como Screen of Saints and Angels. Se trata de una creación de John Hutton, en estilo expresionista, grabada directamente en el vidrio. A pesar de su denominación de gran ventanal occidental se encuentra al oeste litúrgico en relación con el altar, que tradicionalmente se ubica en la extremidad este. En la actual catedral de Coventry, el altar se encuentra en la extremidad norte.

## Cruz de clavos
La cruz de clavos fue creada por un sacerdote en la catedral de Coventry tras quedar dicha catedral destruida durante los bombardeos de la Segunda Guerra Mundial. Había encontrado dos fragmentos de madera, y construyó con ellos una sencilla cruz. La cruz de clavos se ha convertido posteriormente en un símbolo de paz y de reconciliación en todo el mundo. Existen pues en todo el mundo Centros de la Cruz de Clavos, incluyendo especialmente el Coventry Blue Coat Church.